# Даугавпилсский край

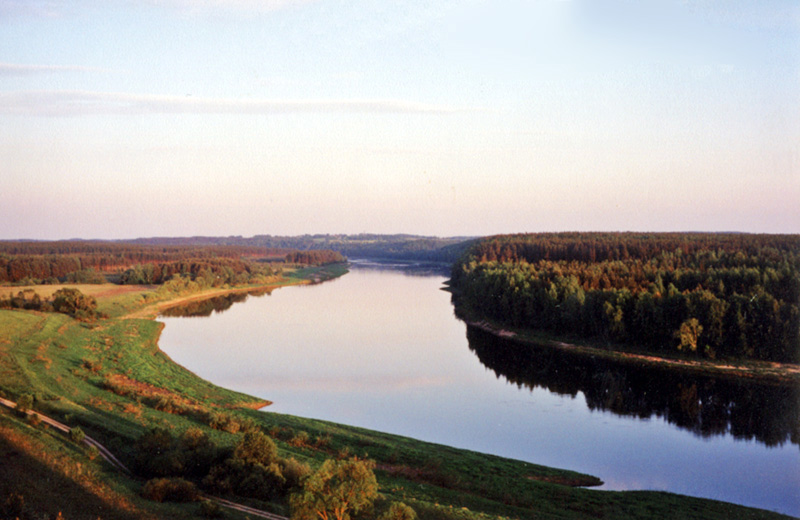
В природном парке «Даугавас локи»

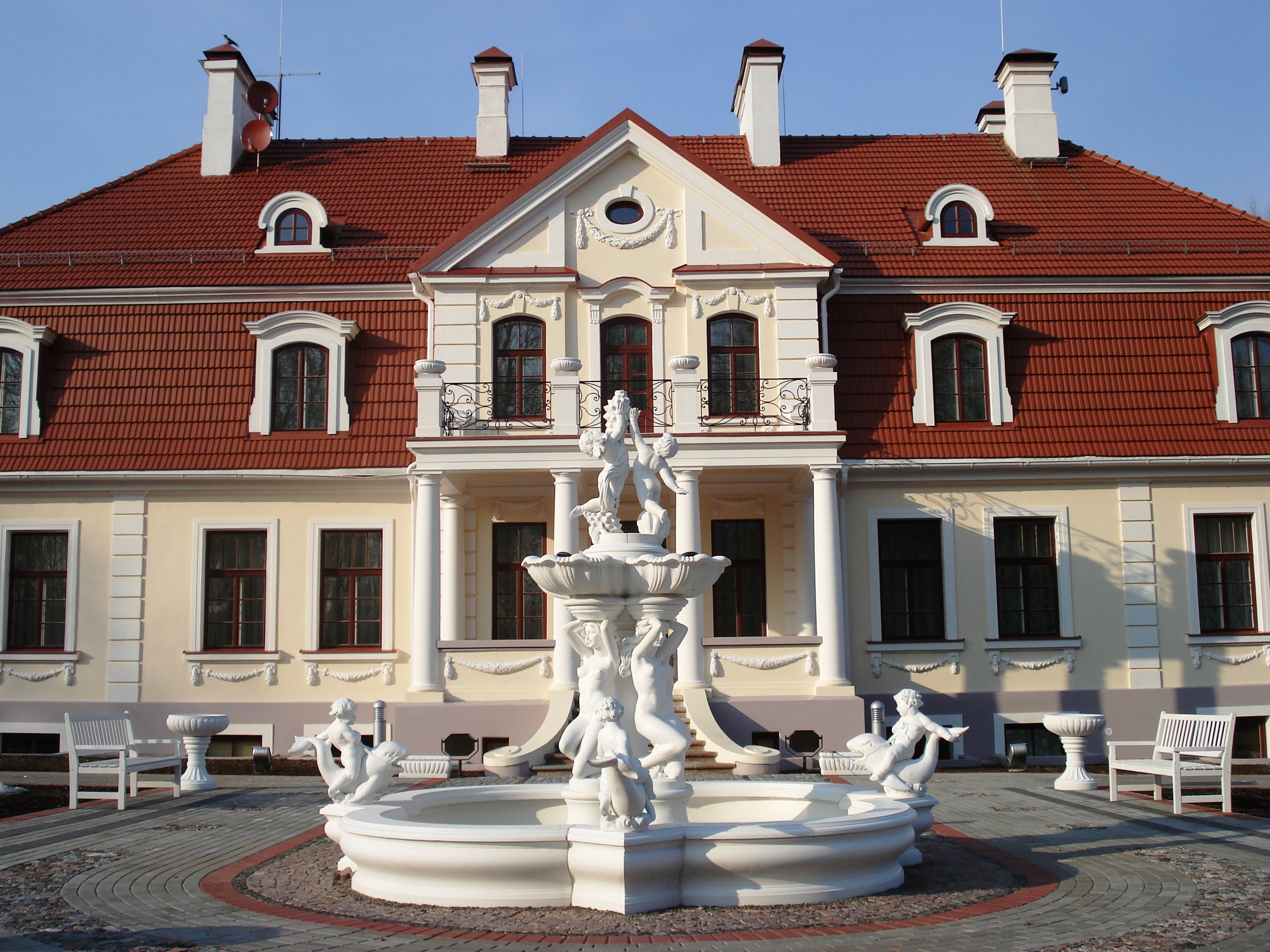
Поместье Свенте

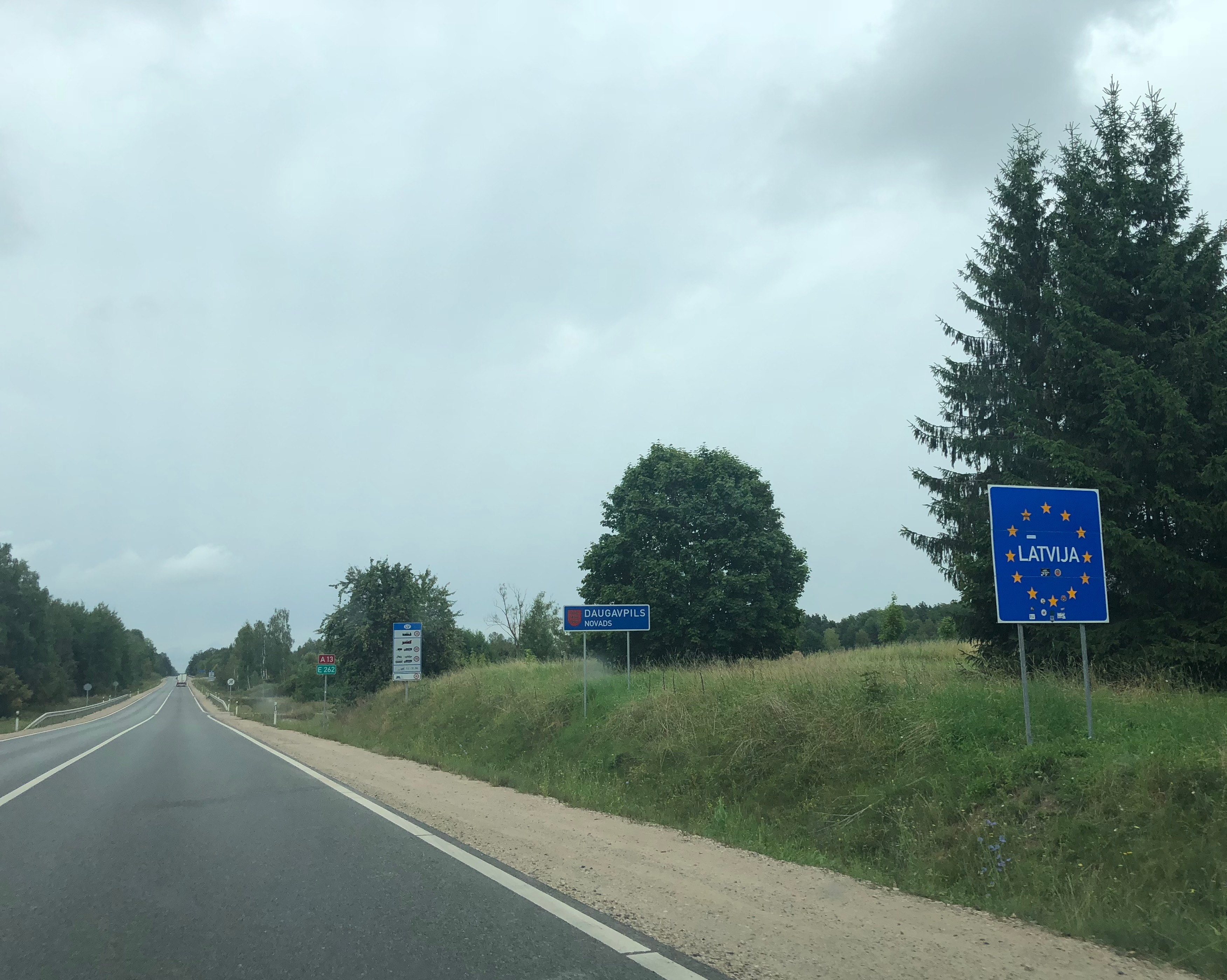
Даугавпилсский край. Граница с Литвой

Да́угавпилсский край (латыш. Daugavpils novads) — бывшая административно-территориальная единица на юго-востоке Латвии, в культурно-исторических областях Латгалия и Селия. Край состоял из 19 волостей. Административным центром края являлся город Даугавпилс, в состав края не входивший. Площадь края составляла 1877,6 км².
В ходе административно-территориальной реформы 2021 года объединён с Илукстским краем в Аугшдаугавский край.
Однако новая редакция Закона об административных территориях, принятая в том же 2021 году, предусматривает восстановление названия «Даугавпилсский край» после слияния Аугшдаугавского края с городом Даугавпилсом, которое планируется провести к 2029 году.

## История
Край был образован 1 июля 2009 года из бо́льшей части расформированного Даугавпилсского района; из остальной части которого был создан Илукстский край.
В 2021 году в ходе административно-территориальной реформы преобразован в Аугшдаугавский край, с включением в его состав территории расформированного Илукстского края.

## Население
По состоянию на 2020 год по данным центрального статистического управления численность населения края составляла 19 639 человек. По состоянию на 2020 год доля населения старше 65 лет в структуре населения края составляла 23,2 % населения (4 563 человек), а доля населения младше 14 лет составляла 10,8 % (2 122 человек).
На 1 января 2015 года, по оценке Центрального статистического управления, население края составляло 22 848 постоянных жителей, по данным Управления по делам гражданства и миграции — 25 499.

### Национальный состав
Национальный состав населения края по итогам переписи населения Латвии 2011 года распределён таким образом:
| Национальность        | Численность, чел. (2011) | %        |
| --------------------- | ------------------------ | -------- |
| Русские               | 10 712                   | 42,63 %  |
| Латыши                | 8717                     | 34,69 %  |
| в том числе латгальцы | 5592                     | 22,25 %  |
| Поляки                | 3226                     | 12,84 %  |
| Белорусы              | 1546                     | 6,15 %   |
| Украинцы              | 322                      | 1,28 %   |
| Литовцы               | 236                      | 0,94 %   |
| Другие                | 93                       | 0,37 %   |
| Не указана            | 55                       | 0,22 %   |
| Неизвестна            | 8                        | 0,03 %   |
| всего                 | 25 127                   | 100,00 % |

Языковой состав
Согласно переписи 2011 года, распределение населения по преимущественно используемому дома языку выглядит так:
| Язык                    | Численность | %       | % от указавших |
| ----------------------- | ----------- | ------- | -------------- |
| Русский                 | 16 469      | 65,54 % | 73,14 %        |
| Латышский               | 5883        | 23,41 % | 26,13 %        |
| в том числе латгальский | 5592        | 22,25 % | 24,83 %        |
| Польский                | 93          | 0,37 %  | 0,41 %         |
| Литовский               | 20          | 0,08 %  | 0,09 %         |
| Белорусский             | 8           | 0,03 %  | 0,04 %         |
| Украинский              | 5           | 0,02 %  | 0,02 %         |
| Иной                    | 40          | 0,16 %  | 0,18 %         |
| Не указан               | 2609        | 10,38 % |                |

## Территориальное деление
С 2009 по 2021 год Даугавпилсский край состоял из 19 волостей:
- Амбельская волость (латыш. Ambeļu pagasts)
- Бикерниекская волость (латыш. Biķernieku pagasts)
- Вабольская волость (латыш. Vaboles pagasts)
- Вецсалиенская волость (латыш. Vecsalienas pagasts)
- Вишкская волость (латыш. Višķu pagasts)
- Деменская волость (латыш. Demenes pagasts)
- Дубнинская волость (латыш. Dubnas pagasts)
- Калкунская волость (латыш. Kalkūnes pagasts)
- Калупская волость (латыш. Kalupes pagasts)
- Лауцесская волость (латыш. Laucesas pagasts)
- Ликсненская волость (латыш. Līksnas pagasts)
- Малиновская волость (латыш. Maļinovas pagasts)
- Медумская волость (латыш. Medumu pagasts)
- Науенская волость (латыш. Naujenes pagasts)
- Ницгальская волость (латыш. Nīcgales pagasts)
- Салиенская волость (латыш. Salienas pagasts)
- Свентская волость (латыш. Sventes pagasts)
- Скрудалиенская волость (латыш. Skrudalienas pagasts)
- Таборская волость (латыш. Tabores pagasts)

## Символика
Символами края являлись герб, флаг и логотип. Герб края был утверждён 19 октября 2010, логотип — 10 февраля 2011 года. 11 октября 2012 года был утверждён флаг края, и 18 декабря он был освящён на экуменическом богослужении в ликсненской римско-католической церкви.

## Печатный орган
С 2011 года краевая дума намерена выпускать информационное издание, периодичность раз в месяц, тираж более 10 тысяч, при этом сохраняя свою долю в газете «Латгалес лайкс».
1 марта 2011 года вышел первый номер бесплатной газеты самоуправления края с тиражом в 11 тысяч и периодичностью раз в месяц.